# 比西堡
比西堡（法語：Bussy-le-Château，法語發音：[bysi lə ʃato]）是法国马恩省的一个市镇，属于香槟沙隆区。

## 地理
比西堡（49°3'48"N, 4°32'29"E）面积23.93 平方千米，位于法国大東部大區马恩省，该省份为法国东北部内陆省份，北起阿登省，西北接埃纳省，西南接塞纳-马恩省，南至奥布省，东南接上马恩省，东临默兹省。
与比西堡接壤的市镇（或旧市镇、城区）包括：叙普、拉谢普、库尔蒂索勒、圣雷米叙比西、索姆叙普。

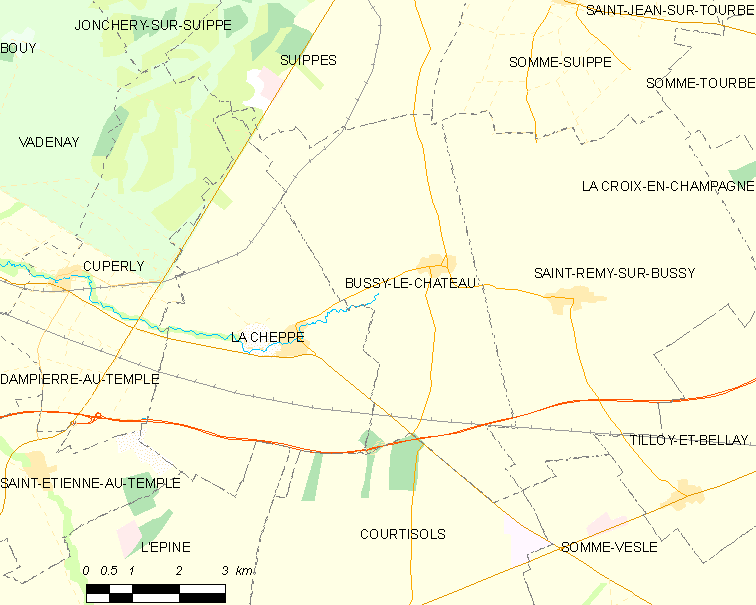
比西堡的OSM定位图

比西堡的时区为UTC+01:00、UTC+02:00（夏令时）。

## 行政
比西堡的邮政编码为51600，INSEE市镇编码为51097。

## 政治
比西堡所属的省级选区为阿戈讷-叙普-韦勒县。

## 人口

1962-2008年间比西堡人口变化图示

比西堡于2022年1月1日时的人口数量为184人。